# Arcidiocesi di Erbil (Chiesa d'Oriente)
L'arcidiocesi di Erbil è una sede metropolitana della Chiesa d'Oriente, storicamente documentata dalla metà del IV secolo agli inizi del XVII secolo.

## Storia
Erbil, chiamata anticamente Arbela, era il centro più importante dell'Adiabene (in siriaco Ḥadyab). Secondo la Cronaca di Arbela, l'evangelizzazione della regione fu opera di Mar Addai, che consacrò il primo vescovo di Arbela, Pkidha, agli inizi del II secolo.
Benché le informazioni della Cronaca non siano del tutto storicamente attendibili, la regione aveva certamente una consistente comunità cristiana nel IV secolo, epoca in cui più dure furono le persecuzioni contro i cristiani. In particolare si ricorda la persecuzione anticristiana del re persiano Sapore II, che in Adiabene durò fino al 376 e che fece diversi martiri, ricordati nei martirologi antichi, tra cui due vescovi di Erbil, Giovanni e Abramo, uccisi rispettivamente nel 344 e nel 345. Abramo è menzionato anche nel Martirologio romano il 31 gennaio.
Secondo Abdisho di Nisibi, la sede di Erbil divenne sede metropolitana dell'Adiabene all'epoca del catholicos Papa bar Aggai agli inizi del IV secolo. Questo nuovo status fu confermato dal concilio di Seleucia-Ctesifonte del 410, durante il quale la sede di Erbil ottenne il 5º posto tra le province ecclesiastiche della Chiesa d'Oriente, dopo le sedi di Seleucia-Ctesifonte, Beth Lapat, Nisibis e Perat-Maishan. Lo stesso concilio assegnò a Erbil sei diocesi suffraganee: Beth Nuhadra, Beth Bagas, Beth Dasen, Ramonin, Beth Mahqart e Dabarin.
Al concilio del 410 prese parte Daniele, il primo vescovo storicamente documentato di Erbil, indicato negli atti conciliari come «metropolita dell'Adiabene». I dittici di Erbil riportano una lunga serie di metropoliti, fino a Tittos, al termine del XII secolo, molti dei quali documentati anche da altre fonti coeve; a partire dal 790 ai vescovi di Erbil è attribuito anche il titolo di «metropoliti d'Assiria». Tra i metropoliti di epoca sasanide si ricorda in particolare Yonadab, vissuto agli inizi del VII secolo, poco prima della fine dell'impero persiano e dell'occupazione araba della regione: il vescovo si distinse per la sua lotta contro le infiltrazioni sempre più frequenti dei giacobiti nel nord della Mesopotamia. In questo contesto sembra abbia avuto origine la diocesi di Hdatta, con territorio smembrato da quello di Erbil.
A Erbil esisteva anche una scuola, fondata nella prima metà del VI secolo da Paolo, che si era formato alla scuola di Nisibi e che in seguito verrà eletto vescovo di Nisibi; è noto anche il nome del suo probabile successore, Sergio. Tra i maestri della scuola si ricorda Gregorio, pure lui diventato vescovo di Nisibi sul finire del VI secolo.
Nel VII secolo la sede di Erbil fu occupata da tre grandi vescovi, in seguito eletti patriarchi della Chiesa d'Oriente, Isho'Yaw, Giorgio e Sliwa Zkha. Altri 8 metropoliti di Erbil diventarono patriarchi nestoriani.
A partire dal IX secolo iniziò un periodo di decadenza per Erbil, a vantaggio di Mosul. Uno scrittore del X secolo definirà Erbil un semplice villaggio, noto solo per aver dato il nome all'eparchia metropolitana di Mosul. Nello stesso periodo Mosul diventò sede metropolitana della regione a scapito di Erbil, e nei titoli ecclesiastici coevi le due sedi appaiono unite. Secondo Abdisho di Nisibi, il trasferimento della sede metropolitana a Mosul avvenne durante il patriarcato di Ishoʿ bar Nun (823-827) e durò fino al termine del XII secolo.
Erbil ritornò ad assumere una certa importanza a metà del XII secolo quando divenne capitale di un principato curdo. La separazione delle due diocesi è documentata tra XII e XIII secolo, quando la sede di Mosul era occupata dal metropolita Giuseppe, mentre quella di «Hazza e Erbil» aveva come metropolita Sabrisho bar Qayyoma, nipote del patriarca Yahballaha II, cui succederà sulla cattedra patriarcale nel 1222.
Sono solamente una decina i nomi di metropoliti noti di Erbil dopo la restaurazione della sede e fino alla sua scomparsa agli inizi del XVII secolo. Dopo Sabrisho bar Qayyoma abbiamo il metropolita Denha, che accolse nella regione i giacobiti, che fuggivano la persecuzione in Siria, e che nel 1265 divenne patriarca. Mosè prese parte alla consacrazione del patriarca Yab-Alaha III nel 1281. Durante le persecuzioni anticristiane, che si fecero sempre più frequenti nel XIII secolo, e che portarono morte ovunque nella regione e distruzione di edifici cristiani nella cittadella di Erbil, ne fece le spese anche il metropolita Abramo, fatto prigioniero, ma poi liberato.
All'inizio del XIV secolo è noto il metropolita Giuseppe, già vescovo di Mosul, che visse in una delle epoche più dure per i cristiani di Erbil, che videro diminuire sempre più il loro numero. Nel 1318 fu eletto patriarca della Chiesa d'Oriente con il nome di Timoteo II, ma rimase a Erbil fino alla sua morte nel 1332. Già il predecessore Yab-Alaha III aveva lasciato Baghdad, ormai diventata insicura, e aveva trasferito la sede patriarcale tra le montagne del nord della Mesopotamia. Il patriarca Denha II (circa 1336-1381) lasciò Erbil per stabilirsi a Karemles. Un altro metropolita di Erbil è noto nel XIV secolo, Giovanni bar Yakk, autore ecclesiastico.
Il seguito della storia cristiana di Erbil è avvolto nell'oscurità. Tra il 1443 e il 1452 la sede vescovile era occupata da Isho'Yaw bar Mqaddam, scrittore e grammatico. Nel secolo successivo Isho'Yaw bar Mama fu eletto al soglio patriarcale (1538) e assunse il nome di Shimun VII. Durante lo scisma della Chiesa assira, che portò alla nascita della Chiesa cattolica caldea, la sede di Erbil era presieduta da un vescovo di cui si ignora il nome. Nella lista delle diocesi patriarcali che il patriarca cattolico Abdisho IV Maron sottopose alla Santa Sede nel 1562, figura anche la sede di Erbil, con due suffraganee, Sirawa e Ankawa; tuttavia il valore storico di questo documento è messo in dubbio da diversi autori. L'ultimo metropolita conosciuto di Erbil è Simone, nel 1607.
Successive liste di diocesi patriarcali, ignorano la sede di Erbil, e non si hanno più notizie di cristiani nell'antica città nelle fonti coeve del XVIII e XIX secolo. Solo il villaggio di Ankawa, oggi inglobato nella periferia dell'odierna città di Erbil, ha conservato una comunità di cristiani. Ad Ankawa si trova la sede dei vescovi cattolico-caldei di Arbil, sede eretta nel 1968, ed è ad Ankawa che Mar Gewargis III, patriarca della Chiesa assira d'Oriente, ha trasferito nel 2015 la sede patriarcale, in precedenza a Chicago.

## Cronotassi
Sono due le fonti principali per la stesura della cronotassi dei vescovi nestoriani di Erbil:
- la Cronaca di Arbela riporta una serie di 20 vescovi, da Pkidha, agli inizi del II secolo, fino a Henana (Hnana), morto nel 544;[30]
- i dittici della Chiesa di Arbela, pubblicati da Jean-Maurice Fiey e utilizzati nella sua opera Assyrie chrétienne; questa lista riporta una serie di 51 vescovi, da Slimut, a metà circa del IV secolo, ossia quando Arbela diventa sede metropolitana, fino a Tittos, al termine del XII secolo. Cinque metropoliti di Arbela, storicamente documentati, sono assenti nei dittici.

Tranne alcuni nomi, le due liste presentano notevoli differenze, nel periodo storico in comune, cioè dalla metà del IV secolo fino al 544: la Cronaca di Arbela infatti riporta solo 7 metropoliti, mentre i dittici, per lo stesso periodo, ne hanno 18.

### Vescovi delle origini
- Pkidha † (104 - 114 deceduto)
- Semson † (120 - 123 deceduto)
- Isacco I † (135 - 148 deceduto)
- Abramo I † (148 - 163 deceduto)
- Noh † (163 - 179 deceduto)
- Abele † (183 - 190 deceduto)
- Ebed Mesika † (190 - 217 deceduto)
- Hairan † (217 - 250 deceduto)
- Sahlupa † (258 - 273 deceduto)
- Aha † (273 - 291 deceduto)
- Saria † (291 - 316 deceduto)

### Metropoliti (Cronaca di Arbela)
- Giovanni I † (316 - 1º novembre 344 deceduto)[31]
- Abramo II † (circa 343/4 - 31 gennaio 345 deceduto)[31]
- Maran Zeka † (346 - 375 deceduto)
- Subha Liso † (375 - 406 deceduto)
- Daniele † (406 - 430 deceduto)
- Rehima † (430 - 450 deceduto)
- Abbusta † (450 - 498 deceduto)
- Yausep † (498 - 510 deceduto)
- Henana † (510 - 544 deceduto)

### Metropoliti (dittici di Arbela)
- Slimut †
- Adona †
- Giuseppe I †
- 'Awdiso' †
- Daniele I †[32]
- Bar Hadbsabba †
- Daniele II †[32]
- Sembaiteh †
- Batta †
- Habbiwa †
- Daniele III †[32]
- Giobbe †
- Giuseppe II † (menzionato nel 497)
- Bawai †
- Shawta †
- Simone I †
- Qashshisha †
- Hnana I † (menzionato nel 544)
- Bar Sahde (o Meshawha?)[33] † (menzionato nel 554)
- Hnana II † (prima del 562 - dopo il 585)
- Abramo III †
- Yonadab † (prima del 603 - dopo il 612)
- Paolo † (menzionato nel 630)
- Makkikha †[34]
- Isho'Yaw I [35] † (circa 637 - circa 649 eletto patriarca della Chiesa d'Oriente)
- Giorgio di Kafra † (circa 649 - prima del 659 eletto metropolita di Beth Lapat)
- Sergio †
- Jonas †
- Stefano †
- Samuele †
- Slibaʿzkha[36] † (? - 714 eletto patriarca della Chiesa d'Oriente)[34]
- Simone II †[35]
- Giovanni II †[37]
- Ahha † (menzionato nel 754)
- Maran Emmeh[38] † (? - circa 780 deceduto)
- Isho'Yaw II[35] † (780 - ?)
  - Rustam † (intruso)[34]
- Nestorio † (prima del 790 - circa 823)

### Metropoliti di Mosul e Erbil
- Awdisho †
- Isacco II †
- Anoshel (Enos) † (? - 877 eletto patriarca della Chiesa d'Oriente)[34]
- Giovanni III † (? - 893 eletto patriarca della Chiesa d'Oriente)[34]
- Giovanni IV bar Bohatiso † (893 - circa 906 deceduto)[39]
- Luca † (menzionato nel 938)
- Israel †
- Giorgio bar Tobi † (prima del 960 - dopo il 987)
- Isho'Yaw III † (prima del 999[40] - dopo il 1000)
- Gabriele I † (10 gennaio 1012 - ?)
- Elia I † (prima del 1020 - dopo il 1029)
- Awdisho bar Bahriz †[41]
- Gabriele II bar Rakwa[42] † (1064 deceduto)
- Yahwalaha[43] † (1064 - 1085 deceduto)
- Ormisda[42] † (1085 - 1092 eletto patriarca della Chiesa d'Oriente)[44]
- Elia II bar Muqli † (1092 - 1111 eletto patriarca della Chiesa d'Oriente)
- Giovanni V ibn al Haddad † (prima del 1134 - dopo il 1139)
- Tittos † (eletto dal patriarca Elia III, tra il 1179 e il 1190)[45]

### Metropoliti di Erbil
La serie episcopale di questo periodo è lacunosa e sono noti solo una decina di nomi di metropoliti di Erbil.
- Sabrisho bar Qayyoma[46] † (? - 1222 eletto patriarca della Chiesa d'Oriente)
- Denha † (1255/1256 - 1265 eletto patriarca della Chiesa d'Oriente)
- Mosè † (menzionato nel 1281)[47]
- Abramo IV †
- Giuseppe † (prima del 1310 - 1318 eletto patriarca della Chiesa d'Oriente)[48]
- Giovanni VI bar Yakk † (XIV secolo)
- Isho'Yaw III bar Mqaddam † (prima del 1443 - dopo il 1452)
- Isho'Yaw IV bar Mama † (? - 1538 eletto patriarca della Chiesa d'Oriente)[49]
- Anonimo † (menzionato nel 1552)
- Simone III † (menzionato nel 1607)